# Boulevard Gabriel-Lauriol
Le boulevard Gabriel-Lauriol est une voie nantaise. 

## Situation et accès
Cette voie est située à la limite des quartiers Hauts-Pavés - Saint-Félix et Breil - Barberie.
Long de 1 km, le boulevard part de la jonction des boulevards des Frères-de-Goncourt et Henry-Orrion au sud pour déboucher à la jonction des boulevards Michelet et du Petit-Port au nord.

## Origine du nom
Il rend hommage à l'armateur et négociant Gabriel Lauriol (1807-1889), qui fut adjoint au maire de Nantes, conseiller général et président de la Chambre de commerce de Nantes.

## Historique
Cette artère fut aménagée dans les années 1870-1880, sous la supervision de Gabriel Lauriol qui, en tant qu'adjoint chargé des travaux publics, fut alors chargé d'aménager l'hippodrome du Petit Port. De sa propriété du Tertre toute proche (à l'emplacement du campus homonyme de l'Université), Lauriol peut ainsi suivre l’évolution des travaux d’aménagement au jour le jour. De plus, il participa à la création avec Eugène Orieux, agent-voyer en chef, du boulevard de ceinture qui enveloppe Nantes sur la rive droite de la Loire.
Depuis le 18 décembre 1882, cette artère constituait la partie sud du « boulevard du Petit-Port »,,.
Son nom actuel lui a été attribué par délibération du conseil municipal du 12 août 1901 

## Rues latérales secondaires

### Rue du Loquidy
Localisation : 47° 14′ 06″ N, 1° 33′ 38″ O
Située dans le quartier Hauts-Pavés - Saint-Félix, cette rue relie le boulevard Gabriel-Lauriol et la place du 116e-Régiment-d'Infanterie. Elle rencontre les rues Charles-Lebourg, Amédée-Ménard, du Pin et Adrien-Delavigne. Elle bute en impasse sur la résidence des Châtaigniers, dans des terres qui appartenaient jadis à la seigneurie du Loquidy, dont le siège se trouvait sur l'actuel lycée du Loquidy. Ces terres ont été loties au début du XXe siècle.